# Grace Mendonça
Grace Maria Fernandes Mendonça (sinh ngày 17 tháng 10 năm 1968 tại bang Januária) là một luật sư nổi tiếng người Brazil, giáo sư đại học và Tổng chưởng lý hiện tại của Brazil. Vào ngày 9 tháng 9 năm 2016, bà được Tổng thống Michel Temer bổ nhiệm làm Tổng chưởng lý sau khi cựu tổng chưởng lý Fábio Medina Osório từ chức.

## Tiểu sử
Mendonça nhận bằng Cử nhân Luật, chuyên về ngành Luật tố tụng dân sự từ Hiệp hội giảng dạy thống nhất các quận, liên bang và bằng thạc sĩ về Luật hiến pháp.
Trước khi trở thành Tổng chưởng lý liên bang AGU, cô từng là cố vấn cao cấp cho Phó Tổng chưởng lý Cộng hòa từ năm 1995 đến năm 2001 và là luật sư tại Công ty bất động sản Brasíc (Companhia Imobiliária de Brasilia - TERRACAP) từ năm 1992 đến năm 1994.
Cô là thành viên của Tổng chưởng lý liên bang (Attorney General of the Union - AGU) và thành viên hội đồng quản trị từ năm 2001. Năm 2002, cô giữ chức vụ Phó Tổng chưởng lý và Tổng điều phối viên của Văn phòng Tổng chưởng lý Liên bang.
Cô cũng từng là giảng viên cao cấp chuyên ngành Luật Hiến pháp, các thủ tục tố tụng dân sự, tố tụng hình sự và Luật quản lý hành chính tại Đại học Católica de Brasília từ năm 2002 đến 2015.

## Công việc
Cô đã từng là thành viên tham dự hội nghị của Tổ chức Y tế thế giới WHO diễn ra tại thủ đô Geneva, Thụy Sĩ.